# Matthew Sharpe (Autor)
Matthew Sharpe (* 17. Oktober 1962 in New York City) ist ein US-amerikanischer Autor.
Nachdem Sharpe an dem Oberlin College und der Columbia University graduierte, lehrte er Kreatives Schreiben an der Columbia University, am Bard College und öffentlichen New Yorker Schulen.  Sein Roman The Sleeping Father erschien 2005 unter dem Titel Eine amerikanische Familie im Programm des Aufbau Verlages.

## Werke
- Stories from the Tube. 1998.
- Nothing Is Terrible. 2000.
- The Sleeping Father. 2003 (Eine amerikanische Familie).
- Jamestown. 2007.

| Personendaten    | Personendaten           |
| ---------------- | ----------------------- |
| NAME             | Sharpe, Matthew         |
| KURZBESCHREIBUNG | US-amerikanischer Autor |
| GEBURTSDATUM     | 17. Oktober 1962        |
| GEBURTSORT       | New York City, USA      |